# Francesco Sabatini (linguista)
Francesco Sabatini (Pescocostanzo, 19 dicembre 1931) è un linguista, filologo e lessicografo italiano, presidente onorario dell'Accademia della Crusca, di cui è stato presidente dal 2000 al 2008, e professore emerito dell'Università degli studi Roma Tre.

## Biografia e carriera

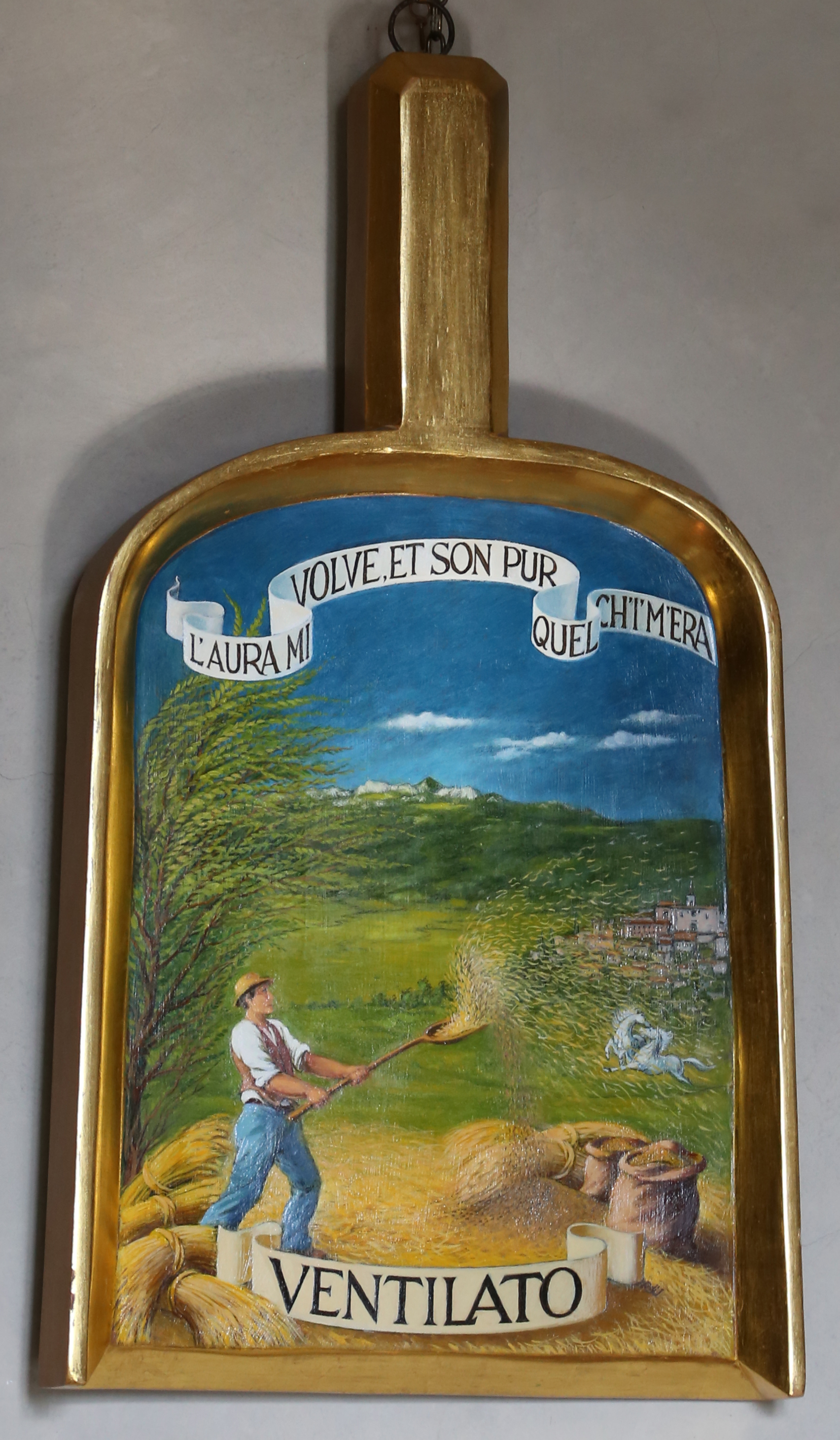
La pala di Francesco Sabatini (Ventilato) all'Accademia della Crusca

Nato in Abruzzo nel 1931 a Pescocostanzo, da Gaetano (medico condotto in vari centri abruzzesi e poi volontario durante la Grande guerra) e dalla sulmonese Bianca D'Eramo (appartenente a una famiglia di garibaldini e repubblicani), Francesco Sabatini si è laureato in Lettere all'Università di Roma nel 1954 con Alfredo Schiaffini e Natalino Sapegno, specializzandosi in Storia della Lingua Italiana. Dal 1971 è stato Professore ordinario di Storia della lingua italiana e linguistica italiana. Ha insegnato Storia della lingua italiana e Filologia romanza nelle Università di Lecce (1965-1971) e Genova (1971-1975) e Storia della lingua italiana nelle Università di Napoli (1975-1976), Roma "La Sapienza" (1976-1995) e Roma Tre. Dal 2010 è Professore Emerito nell'Università di Roma Tre.
Dal 1977 al 1981 è stato presidente della Società di Linguistica Italiana e dal 1999 al 2001 dell'Associazione per la Storia della Lingua Italiana.
Dal 1976 è socio dell'Accademia della Crusca, nel 1988 è diventato accademico e nel marzo del 2000 è stato eletto presidente della stessa istituzione, primo non toscano docente dell'Università di Firenze a ricoprire questa carica. È stato poi riconfermato per due successivi mandati.
Ha ricevuto la laurea honoris causa in Lingue e letterature moderne dall'Università di Bari (2004) e la laurea honoris causa in Scienze Sociali dall'Università "D'Annunzio" di Chieti-Pescara (2007).
Dal 1965 è deputato della Deputazione abruzzese di storia patria, istituzione della quale è stato anche presidente. Durante la sua presidenza l'Accademia della Crusca ha realizzato il proprio sito web e ha riordinato e informatizzato il proprio archivio storico. Sabatini ha inoltre ideato il programma della Settimana della lingua italiana nel mondo, iniziativa volta alla promozione della lingua italiana nel mondo, che si svolge ogni anno dal 2001 in tutti gli Istituti Italiani di Cultura, in collaborazione con il Ministero degli Affari Esteri. Ha anche instaurato un rapporto particolare tra l'Accademia della Crusca e la Presidenza della Repubblica Italiana durante il settennato del Presidente Carlo Azeglio Ciampi.
Il 16 maggio 2008, con un anno di anticipo sulla scadenza del suo mandato, in conseguenza dell'approvazione del nuovo statuto, Sabatini ha lasciato la presidenza dell'Accademia della Crusca. Gli è succeduta in questa carica Nicoletta Maraschio.
Francesco Sabatini è autore di numerose pubblicazioni, tra cui il noto Dizionario Italiano (insieme a Vittorio Coletti) e L'Europa dei popoli (insieme al demografo Antonio Golini). I suoi interessi di ricerca si concentrano sulle origini delle lingue neolatine, la pluralità di lingue e culture nell'Italia medievale, la formazione della norma linguistica italiana, l'evoluzione dell'italiano dopo l'unità politica e nell'era delle telecomunicazioni, la linguistica generale, il linguaggio giuridico, l'educazione linguistica nella scuola italiana, la posizione delle lingue nazionali nell'Europa contemporanea.
Ha ricevuto il Premio Città di Bologna per la Filologia nel 1970 e la Medaglia d'oro del Presidente della repubblica per la Cultura, l'Arte e la Scuola nel 1988.
Sabatini è stato inoltre autore del programma televisivo Le voci dell'italiano, trasmesso da RAI International e ha curato, assieme a un gruppo di collaboratori, la riedizione anastatica e informatica del primo Vocabolario della Crusca del 1612.
Dal 2009 al 2023 è stato il titolare della rubrica televisiva "Pronto soccorso linguistico" trasmessa la domenica mattina nell'ambito del programma Unomattina in famiglia della RAI.
Dal 3 marzo 2017 è cittadino onorario di Gravina in Puglia, riconoscimento conferitogli dal consiglio comunale con voto unanime.
Nel giugno 2017 ha ricevuto la cittadinanza onoraria di Introdacqua, paese natale della madre.
Il 25 maggio 2018 ha ottenuto a Gallipoli il Premio Barocco.
Il 2 settembre 2018, nella suggestiva piazza Castello, ha ricevuto il premio speciale internazionale "Città di Marineo".
Il 24 ottobre 2019 Francesco Sabatini ha ottenuto a Palermo la cittadinanza onoraria presso l'Auditorium del SS. Salvatore. Il riconoscimento gli è stato conferito dal sindaco Leoluca Orlando nel corso di una cerimonia nell'ambito della XXIII edizione della "Settimana di Studi Danteschi".
Il 3 agosto 2024 al prof. Francesco Sabatini è stata conferita la cittadinanza onoraria del Comune di Perano.
L' 8 agosto 2025 al prof. Francesco Sabatini è stata conferita la cittadinanza onoraria del comune di Guardiagrele.

## Onorificenze
XXII edizione Premio Benigno e Filomena Suffoletta
5 luglio 2015 — Roccaraso (AQ)

## Opere principali

### Volumi, dizionari e manuali
- Riflessi linguistici della dominazione longobarda nell'Italia mediana e meridionale, Firenze, Olschki, 1963.
- Napoli Angioina. Cultura e società, Napoli, Edizioni Scientifiche Italiane, 1975.
- La lingua e il nostro mondo. L'italiano come si è formato, come lo usiamo. Educazione linguistica nella scuola media, Torino, Loescher, 1978.
- La comunicazione e gli usi della lingua. Pratica, analisi e storia della lingua italiana. Scuole secondarie superiori, Torino, Loescher, 1984¹ e 1990².
- Italia linguistica delle origini, 2 voll., Lecce, Argo, 1996. ISBN 88-86211-97-X.
- DISC. Dizionario Italiano Sabatini Coletti, con Vittorio Coletti, con CD-ROM, Firenze, Giunti 1997, ISBN 88-09-21007-7; poi Il Sabatini Coletti. Dizionario della lingua italiana, Milano, Rizzoli-Larousse, 2003, 2004, 2005, 2006; Firenze, Sansoni 2008, ISBN 88-525-0023-5; Nuova ed. aggiornata e aumentata, con Manuela Manfredini, Milano, Hoepli, 2024, ISBN 978-88-360-1688-4.
- L'Europa dei popoli, diretta da e con Antonio Golini, 5 volumi, Roma, Istituto Poligrafico e Zecca dello Stato-Editalia, 1997.
- Sistema e testo. Dalla grammatica valenziale all'esperienza dei testi, con Carmela Camodea e Cristiana De Santis, Torino, Loescher, 2011. ISBN 978-88-201-3477-8.

### Saggi
- Minoranze e culture regionali nella storiografia linguistica italiana, in I dialetti e le lingue delle minoranze di fronte all'italiano. Atti dell'XI Congresso Internazionale di Studi, Cagliari 27-30 maggio 1977, a cura di Federico Albano Leoni, Roma, Bulzoni, 1979.
- La «grammatica»: finalità, modalità e tempi della riflessione sulla lingua nel quadro dell'educazione linguistica, in I nuovi programmi quattro anni dopo: proposte per l'educazione linguistica. Atti del I Convegno nazionale GISCEL. Lecce, 15-16 ottobre 1982, a cura di Alberto A. Sobrero, Lecce, Milella, 1983. ISBN 88-7048-059-3.
- L'«italiano dell'uso medio: una realtà tra le varietà linguistiche italiane, in Gunter Holtus e Edgar Radtke, Gesprochenes Italienisch in Geschichte und Gegenwart, Tübingen, Narr, 1985.
- Questioni di lingua e non di stile. Considerazioni a distanza sulla morfosintassi dei «Promessi Sposi», in Manzoni "l'eterno lavoro". Atti del congresso internazionale sui problemi della lingua e del dialetto nell'opera e negli studi del Manzoni. Milano 6-7-8-9 novembre 1985, Milano, Centro Nazionale di Studi Manzoniani, 1987.
- Una lingua ritrovata: l'italiano parlato, Amsterdam, 1988
- Spazi culturali e lingue per l'individuo di oggi, Roma, 1988
- Analisi del linguaggio giuridico. Il testo normativo in una tipologia generale dei testi, Padova, 1990
- La "riflessione sulla lingua" in una ipotesi di curricolo complessivo, Firenze, 1991
- Il latino: madre delle lingue neolatine e lingua europea di cultura, Roma, 1997
- L'italiano, dalla letteratura alla Nazione, Roma, 1997 (in edizione ampliata Firenze, 1997)
- La grammatica delle valenze e la dimensione testuale della lingua nel DISC, Londra, 2000
- L'ipotassi "paratattizzata", Roma, 2002
- Fondamenti linguistici dell'identità italiana, Firenze, 2003
- L'italiano fra le lingue nazionali in Europa, Firenze, 2005
- Aree, confini, movimenti e intersezioni nell'assetto linguistico d'Italia, Roma, 2004
- I testi normativi giuridici: un uso prototipico della lingua, Lugano, 2005
- La Crusca e la norma dell'italiano nel Novecento, Firenze, 2006
- Il patrimonio linguistico comune dei Popoli d'Europa, in Le lingue d'Europa patrimonio comune dei cittadini europei, Atti del Convegno 3-4 luglio 2007 (a c. di Cecilia Robustelli e Marco Benedetti), Firenze-Bruxelles 2008, pp. 29-31
- Un ponte fra l'età di Dante e l'Unità nazionale: saggio di presentazione della riedizione anastatica del Vocabolario degli Accademici della Crusca, con allegata edizione elettronica, Carbonate - Como, Era Edizioni, 2008
- L'italiano nel mondo moderno. Storia degli usi e della norma, la scuola, i dialetti, il latino, modelli teorici, la Crusca, l'Europa, saggi dal 1968 al 2009 a cura di Vittorio Coletti et alii, 3 voll., Napoli, Liguori, 2011. ISBN 978-88-207-4108-2.